# Baja Austria

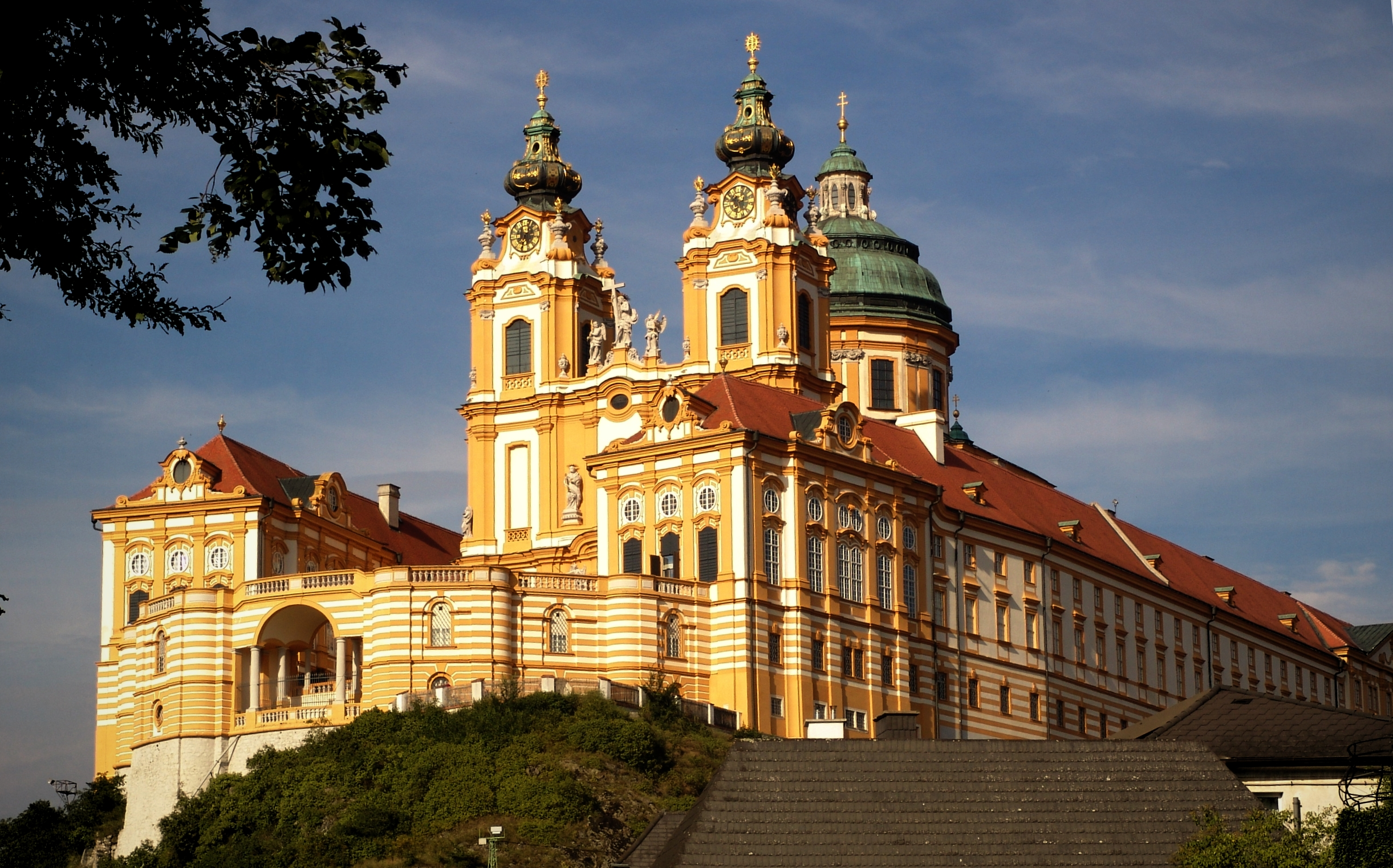
Abadía de Melk.

Baja Austria (en alemán: Niederösterreich, pronunciación: /ˈniːdɐˌʔøːstəʁaɪ̯ç/ⓘ) es uno de los nueve estados federados que integran la República de Austria. Su capital es Sankt Pölten. Ubicado al noreste del país, limita al norte con República Checa, al este con Eslovaquia, al sureste con Burgenland, al sur con Estiria y al oeste con Alta Austria; además rodea a Viena. Con 1 636 287 habitantes en 2015 es el segundo estado más poblado —por detrás de Viena— y con 19 178 km², el más extenso.

## Política
Ver Elecciones de Baja Austria
La actual presidenta es Johanna Mikl-Leitner del Partido Popular de Austria.
| Elecciones de Baja Austria de 2023 |         |       |         |             |
| Partido                            | Votos   | %     | Escaños | +/-         |
| ÖVP                                | 359.338 | 39,93 | 23      | 6           |
| FPÖ                                | 217.639 | 24,19 | 14      | 6           |
| SPÖ                                | 185.861 | 20,65 | 12      | 1           |
| GRÜNE                              | 68.276  | 7,59  | 4       | 1           |
| NEOS                               | 60.024  | 6,67  | 3       | Sin cambios |

## Religión
En el año 2001 había alrededor de un 79,3 % de católicos, 3,3 % de protestantes, 3,2 % de musulmanes y 10,8 % de otras confesiones cristianas.

## Geografía
Baja Austria está dividida en cuatro regiones: Weinviertel y Waldviertel, al NE, Mostviertel e Industrieviertel al sur.

### Montañas
- Schneeberg (Klosterwappen, 2.076 m)
- Rax (Scheibwaldhöhe, 1943 m)
- Ötscher (1.893 m)
- Dürrenstein (1.878 m)
- Schneealpe (Ameisbühel, 1828 m)
- Hochkar (1.808 m)
- Hochwechsel (1.743 m)

### Pasos de montaña
- Semmering (985 m)
- Wechsel (980 m)

### Ríos

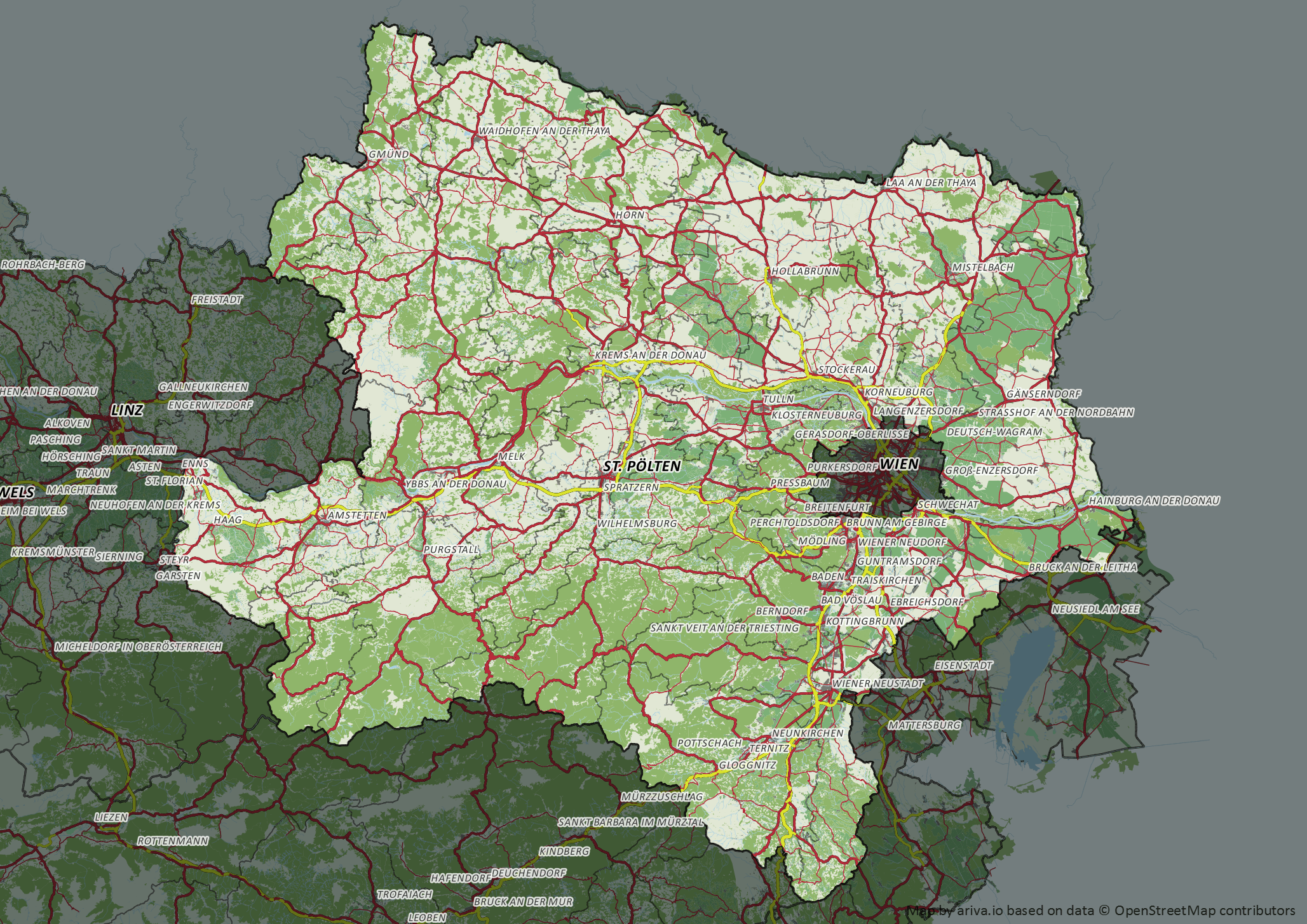
Mapa del estado de Baja Austria.

- Danubio
- Enns
- Fischa
- Göllersbach
- Kamp
- Krems
- Lainsitz
- Leitha
- March
- Ybbs
- Pulkau
- Schwechat
- Thaya
- Traisen
- Ybbs

### Lagos
- Stausee Ottenstein (4,3 km²)
- Lunzersee (0,69 km²)
- Erlaufsee (0,56 km²)

## Administración

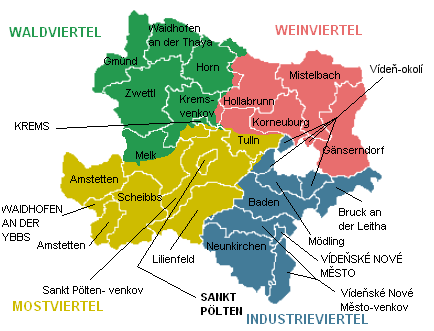
Distribución administrativa de Baja Austria.

### Distritos
- Amstetten (Amstetten)
- Baden (Baden)
- Bruck an der Leitha (Bruck an der Leitha)
- Gänserndorf (Gänserndorf)
- Gmünd (Gmünd)
- Hollabrunn (Hollabrunn)
- Horn (Horn)
- Korneuburg (Korneuburg)
- Krems-Land (Krems an der Donau)
- Lilienfeld (Lilienfeld)
- Melk (Melk)
- Mistelbach (Mistelbach an der Zaya)
- Mödling (Mödling)
- Neunkirchen (Neunkirchen)
- St. Pölten-Land (Sankt Pölten)
- Scheibbs (Scheibbs)
- Tulln (Tulln an der Donau)
- Waidhofen an der Thaya (Waidhofen an der Thaya)
- Wiener Neustadt-Land (Wiener Neustadt)
- Wien-Umgebung (Korneuburg)
- Zwettl (Zwettl)

### Ciudades estatutarias
- Krems an der Donau
- Sankt Pölten
- Waidhofen an der Ybbs
- Wiener Neustadt

### Municipios
Cuenta con 572 municipios contando con las ciudades estatutarias.